# Slaget vid Aspern-Essling
Slaget vid Aspern-Essling var ett fältslag mellan Frankrike och Österrike under Napoleonkrigen 21–22 maj 1809, där österrikarna under ärkehertig Karl segrade.
Kejsar Napoleon I sökte en avgörande drabbning mot sina österrikiska motståndare, men för att lyckas behövde han ett starkt brohuvud på den norra stranden av Donau. Därför skickades den mycket duglige marskalk Jean Lannes över floden med en större styrka för att erövra byarna Aspern och Essling; detta lyckades, men österrikarna gick till motanfall och under hela den 21 maj förekom våldsamma strider. 
De till antalet underlägsna fransmännen höll dock sina positioner. Den följande dagen inleddes med anfall och motanfall kring de sönderskjutna byarna, innan Napoleon med ett stort anfall genombröt den österrikiska centern. Ärkehertigen lyckades dock med ett desperat motanfall (i vilket han själv deltog) ta musten ur det franska anfallet, och på kvällen drog sig den svårt sargade franska armén tillbaka över Donau. 
Bägge sidor led svåra förluster, i synnerhet österrikarna, vars manfall översteg 23 000. De hade dock lyckats säkra en seger vilken i längden saknade betydelse, eftersom österrikarna slutligen besegrades i slaget vid Wagram några veckor senare.

## Bakgrund
Under maj 1809, under det femte koalitionskriget, hade broarna över floden Donau förstörts och ärkehertig Karls armé var nära Bisamberg, en kulle nära staden Korneuburg på flodens vänstra strand. Fransmännen ville korsa Donau, och man skulle använda ön Lobau, en av de många öar som delade floden i små kanaler, som ett brohuvud. Man gjorde noggranna förberedelser och på natten den 19-20 maj byggde fransmännen broar över alla kanaler på Lobaus högra strand och ockuperade ön. På kvällen den 20:e samlades många soldater där och lade den sista bron mellan Lobau och den västra stranden. Massénas armékår korsade snabbt floden till den västra stranden och undvek de österrikiska utposterna. Napoleon, som fruktades av underrättelser om eventuella angrepp mot sin rygg från Tyrolen och från Böhmen, transporterade alla sina trupper till broarna och vid gryningen den 21 maj samlades 40.000 soldater på Marchfeld, den stora slätten på den vänstra stranden, vilken också skulle bli skådeplatsen för slaget vid Wagram några veckor senare.
Ärkehertigen gjorde inte något motstånd mot fransmännen. Hans avsikt var att gå till anfall så snart som fransmännen hade korsat floden med en tillräckligt stor trupp, innan resten av den franska armén kunde komma till undsättning. Napoleon hade accepterat risken för ett sådant anfall, men samtidigt försökte han minimera den genom att kalla samtliga bataljoner till platsen. Hans styrkor på Marchfeld drogs upp framför broarna som vette norrut, med sin vänstra flygel i byn Aspern (Gross-Aspern) och sin högra flygel i byn Essling. Båda platserna låg nära Donau och kunde därför inte vändas; Aspern låg på stranden av en av flodens kanaler. Fransmännen var tvungna att fylla luckan mellan byarna och även rycka framåt för att ge utrymme till sina stödtrupper, så att dessa kunde formera sig.
De österrikiska armékårerna ledda av Johann von Hiller (VI), Heinrich Graf von Bellegarde (I) och prins Friedrich av Hohenzollern-Hechingen (II) skulle stråla samman vid Aspern, medan prins Franz Seraph av Rosenberg-Orsini (IV) skulle anfalla Essling. Prins Johan Liechtensteins österrikiska reservkavalleri stod i mitten, redo att försvara huvudkolonnerna mot franska ryttare. Under den 21 maj blev broarna mer och mer osäkra, men fransmännen korsade floden utan uppehåll hela dagen och under natten.

## Slaget

### 21 Maj
Slaget började vid byn Aspern. Hiller intog byn under den första stormningen, men Masséna återerövrade den och försvarade ställningen med anmärkningsvärd uthållighet.
De tre österrikiska kolonnerna kunde endast inta hälften av byn. Ställningen försvarades fortfarande av Masséna till fram på natten. Under tiden hade hela det franska infanteriet mellan de två byarna och framför broarna dragits in i flankstriderna. Napoleon skapade därför en skenmanöver genom att skicka fram sin center, som nu endast bestod av ryttare, för att storma fiendens artilleri som var utplacerat i en lång rad och som bombarderade Aspern. Den första franska stormningen slogs tillbaka, men under det andra försöket tog man hjälp av ett flertal kyrassiärer. De franska ryttarna drev bort kanonerna, löpte runt Hohenzollerns infanteri och försvarade sig mot Lichtensteins kavalleri, men de kunde inte göra något mer och till slut drog de sig tillbaka till sin ursprungliga ställning.
Under tiden var byn Essling en lika betydelsefull krigsskådeplats som den i Aspern. De franska kyrassiärerna gjorde stora angrepp på Rosenbergs truppers flank och sinkade deras angrepp. I byarna försvarade sig Lannes med en enda avdelning tills natten kom och avslutade striden. De två arméerna bivackerade, och i Aspern låg fransmännen och österrikarna inom skotthåll från varandra. Kejsaren avskräcktes inte och förnyade sina ansträngningar att omgruppera sina trupper. Under hela natten samlades fler och fler franska trupper mot honom.

### 22 Maj

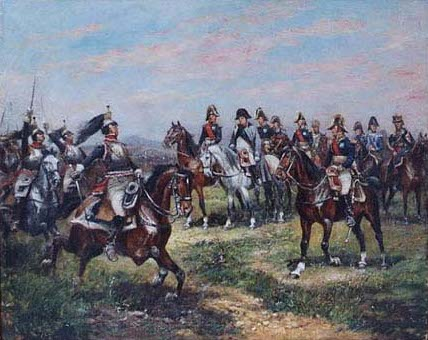
Franska kyrassiärer anfaller österrikarna vid Essling.

Slaget återupptogs under den tidiga gryningen den 22 maj. Masséna drev snabbt fienden bort från Aspern, men samtidigt stormade Rosenberg byn Essling. Lannes gjorde dock ett desperat motstånd, och med förstärkning från St. Hilaires avdelning drev han bort Rosenberg. I Aspern drevs Masséna bort av en motattack av Hillers och Bellegardes trupper.
Samtidigt lanserade Napoleon ett stort angrepp på den österrikiska centern. Hela den franska centern, med Lannes på vänsterflygeln och kavalleriet som reserv, marscherade framåt. Den österrikiska linjen blev genombruten, mellan Rosenbergs högra och Hohenzollerns vänstra flygel. Segern var inom räckhåll tills ärkehertigen skickade fram sin sista reserv och som själv tog befälet över dem. Lannes blev illa tilltygad och med hans avvisning dog den franska linjens anfallsimpuls. Aspern gick förlorat, och Napoleon blev snabbt underrättad om detta. Broarna över Donau, som hade brutits ner en gång tidigare, hade skurits sönder av österrikarna och slängdes ner i vattendraget.
Napoleon avblåste genast sitt anfall. Essling anfölls ännu en gång av Rosenberg och fransmännen drev bort honom på nytt. Rosenberg siktade sedan på den franska centerns flank och drev fransmännen långsamt tillbaka mot Donaus stränder. Tillbakadragandet var mycket kostsamt, men Lannes lyckades undvika att fransmännen drunknade i Donau. Slaget avslutades med att båda sidorna var för utmattade för att fortsätta striden.

## Resultat

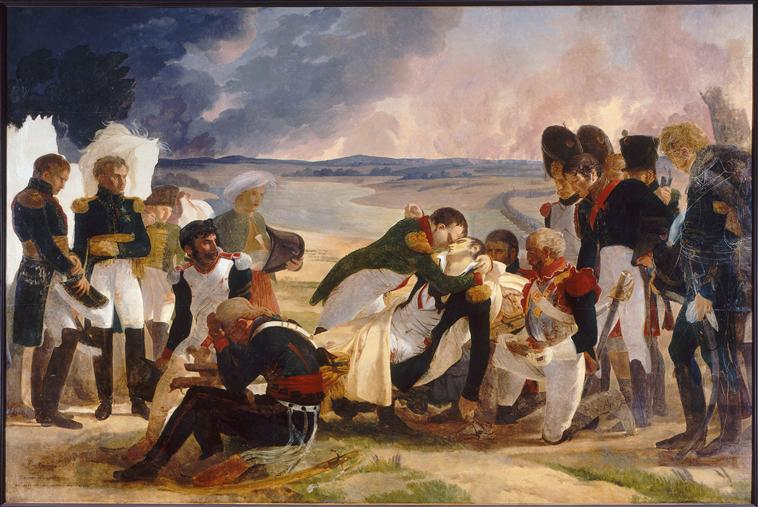
Marskalk Jean Lannes död.

Fransmännen förlorade över 20 000 soldater, inklusive en av Napoleons skickligaste befälhavare och nära vän, marskalk Jean Lannes, som dog efter att ha fått sina båda ben söndertrasade av en österrikisk kanonkula under ett anfall mot Johann von Klenaus styrka vid Aspern, med stöd från sextio välplacerade kanoner. Österrikarna drabbades också av liknande förluster men hade vunnit sin första stora seger mot fransmännen på över ett decennium. Segern visade den österrikiska arméns framsteg efter deras katastrofala nederlag mellan åren 1800 och 1805.
De franska styrkorna drog sig tillbaka till ön. På natten till den 22 maj reparerades den sista bron och armén väntade på ytterligare förstärkningar i Lobau. Österrikarna gjorde ingenting för att motarbeta den franska armén, så fransmännen kunde omgruppera sina trupper ifred. En månad senare gjorde den franska armén ytterligare ett försök att korsa Donau, där Napoleon vann en avgörande seger över österrikarna i slaget vid Wagram.
Löwe von Aspern (Lejonet av Aspern) är ett minnesmärke till slaget, placerat intill kyrkan som förstördes under drabbningen men som återuppbyggts på samma plats. Intill finns också en minnessten som märker ut var ett franskt krutpulverförråd var beläget under slaget.